# Хоя (Долна Саксония)
Хоя (на немски: Hoya, de Haaien, Hejen, Hajen) е град в Долна Саксония, Германия с 3791 жители (към 31 декември 2013).
Хоя е споменат за пръв път ок. 1150 г. Замъкът Хоя е резиденция на Графство Хоя.